# Канна, Иван Иванович
Ион Канна (Иван Иванович Канна) (рум. Ion Canna; 15 (28) января 1902, Гояны, Тираспольский уезд, Херсонская губерния (ныне Дубоссарского района ПМР) — 27 января 1979, Кишинёв) — молдавский советский писатель, переводчик. Член Союза писателей СССР и МССР. Президент Союза писателей МССР.
Один из основоположников молдавской советской литературы.

## Биография
Из крестьян. Участник гражданской войны с 1919 года. Был демобилизован после тяжёлого ранения. Вернулся в родное село, стал сельским активистом. Был избран секретарем Дойбанского волостного исполкома.
Позже получил образование. Стал учителем.
Член ВКП(б) с 1941 года. Во время Великой Отечественной войны находился в Москве, работал во Всесоюзном комитете по радиовещанию, являясь одновременно председателем Союза писателей Молдавской ССР.
Член Союза писателей СССР и МССР.
Депутат Верховного Совета Молдавской ССР 2 и 3-го созывов.

## Творчество
С раннего возраста начал писать рассказы и очерки.
Первые произведения писателя появились в печати в 1926—1927 гг. Дебютировал на литературном поприще в 1929 году с сатирическим рассказом «Мельница». На протяжении всей своей творческой деятельности издал целую серию книг.
До 1941 опубликовал несколько сборников рассказов и очерков о Гражданской войне 1918—1920, о коллективизации в левобережных районах Молдавии, о новом быте села.
Ион Канна — автор первого советского романа на молдавском языке «Утро на Днестре», переведённого на русский и украинский языки, а в 1953 году — изданный в Румынии.
Из-под пера прозаика вышло около 30 книг, в том числе «Сборник рассказов» (1940), повести «Рассказ бывшего раба» (1941), «Дочь лесов» (1945), «Избранные рассказы» (1948). Основные темы его произведений — гражданская война, социалистические преобразования на селе, Великая Отечественная война.
Лучшие его произведения послевоенного периода включены в сборнике «На берегах Днестра» (1946), «Избранные рассказы» (1948), «Рассказы» (1951), в которых писатель создаёт живые портреты людей села. В повести «Мать» (1947), в романе «Утро на Днестре» (1951) показана тяжёлая доля крестьянства при царском режиме.
В течение 1946—1956 гг. тесно сотрудничал с молдавским кино в качестве переводчика для дубляжа фильмов, в том числе «Ленин в Октябре», «Ленин в 1918 году», «Чапаев», «Молодая гвардия» и других.
После развала СССР обвинялся в плагиате.

## Награды
- орден Ленина.
- орден Трудового Красного Знамени (27.01.1972).
- Медаль «За трудовую доблесть» (08.06.1960)[2].